# أيل البمبات
أيل البمبات (الاسم العلمي: Ozotoceros bezoarticus) نوع من الأيائل يعيش في الأراضي العشبية المنخفضة من أمريكا الجنوبية في الأرجنتين، بوليفيا، البرازيل وباراغواي.